# Église Sant'Anna di Palazzo
L'église Sant'Anna di Palazzo (à l'origine église du Rosario di Palazzo) est une église monumentale de Naples située vico Rosario di Palazzo, à la limite du cœur historique de la ville, dans le quartier San Ferdinando (Quartiers Espagnols). C'est ici que fut baptisé le peintre Luca Giordano en 1634.

## Histoire

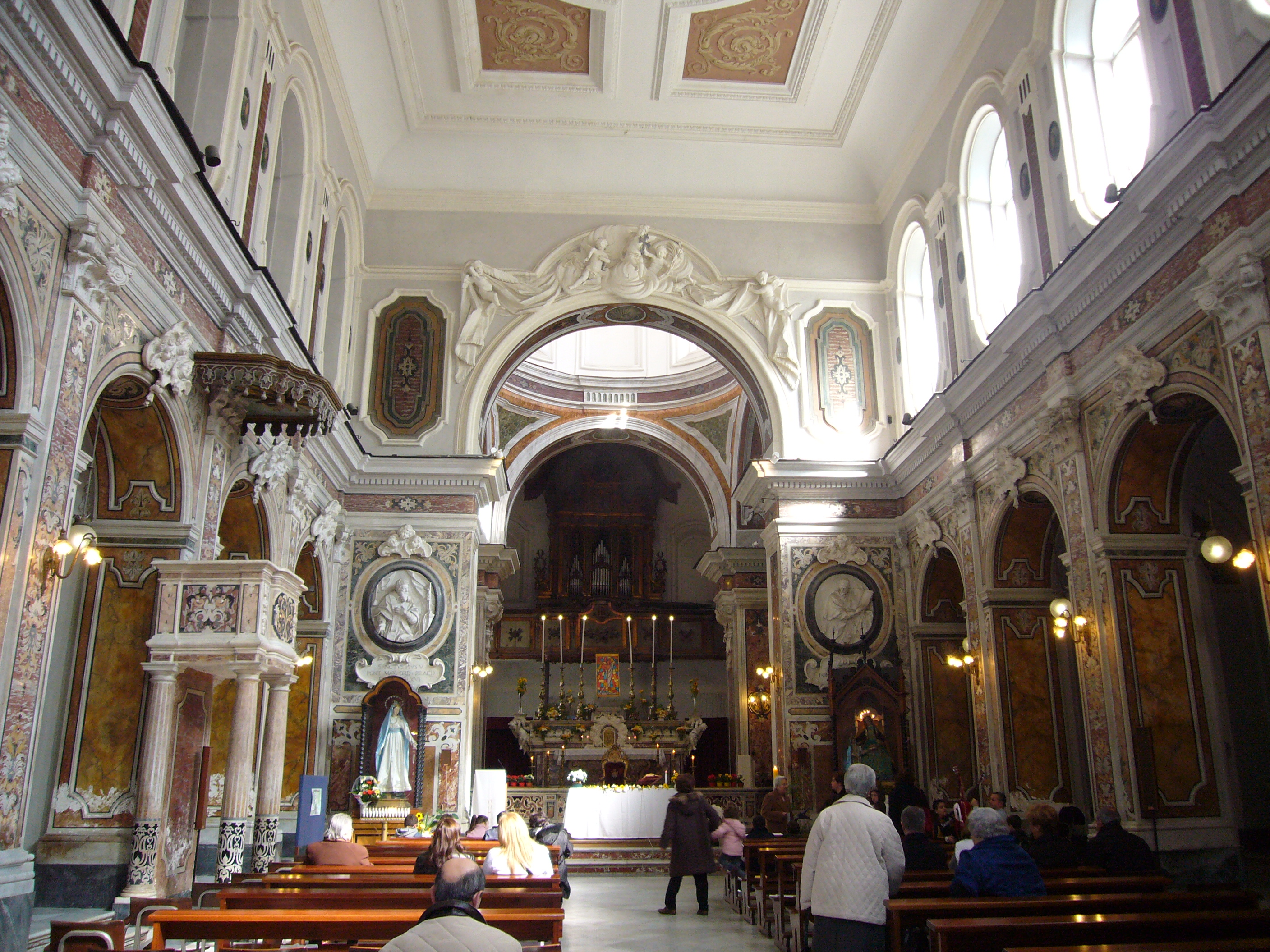
Intérieur de l'église.

Après la victoire de Lépante, plusieurs églises de Naples prennent le vocable de Notre-Dame du Rosaire, tenue comme propitiatrice de la victoire contre les Ottomans. En 1572, Michele Lauro offre aux Pères dominicains un terrain pour la construction d'une église et d'un petit couvent. L'endroit était alors plein de jardins et de zones vertes; mais bien vite les lieux sont construits, si bien qu'au milieu du XVIe siècle, l'église et son couvent se trouvent dans une zone densément peuplée. 
C'est dans cette église que fut baptisé le peintre Luca Giordano en octobre 1634 et qu'en février 1778 fut célébré le mariage de la révolutionnaire parthénopéenne Eleonora Pimentel Fonseca.
La dénomination de Sant'Anna di Palazzo (sous le vocable de sainte Anne) fut imposée par une disposition royale de 1819 qui transféra provisoirement le siège paroissial (avec son titre) de l'église Sant'Anna di Palazzo qu'il fallait démolir à cause de son état menaçant ruines. Mais en 1824, un autre édit royal révoque la démolition en confiant l'église à une archiconfrérie chargée de la restaurer. Désormais cette première église Saint-Anne est intitulée Sant'Anna la Vecchia (« la Vieille »). Au bout du compte, elle est quand même démolie, mais plus d'un siècle plus tard, en 1958; à cause des dommages subis par les bombardements américains de 1943. Un certain nombre des œuvres d'art qu'elle conservait furent alors transférées dans notre église en question.

## Œuvres
Les décorations de stuc remontent au XVIIe siècle. L'intérieur est remanié au XVIIIe siècle avec notamment un nouveau maître-autel de Vaccaro de 1729. On remarque au fond de l'abside un orgue majestueux. La sacristie de goût rococo date de 1739, œuvre de Michelangelo Porzio. Le campanile et la sacristie forment un décor scénographique qui marque le fond de la petite place Rosario di Palazzo, où donne l'entrée secondaire de l'église. La coupole, un temps colorée de majoliques, domine les constructions environnantes. Le portail remonte au XVIe siècle; on y distingue le nom gravé et les armoiries de la famille du fondateur.

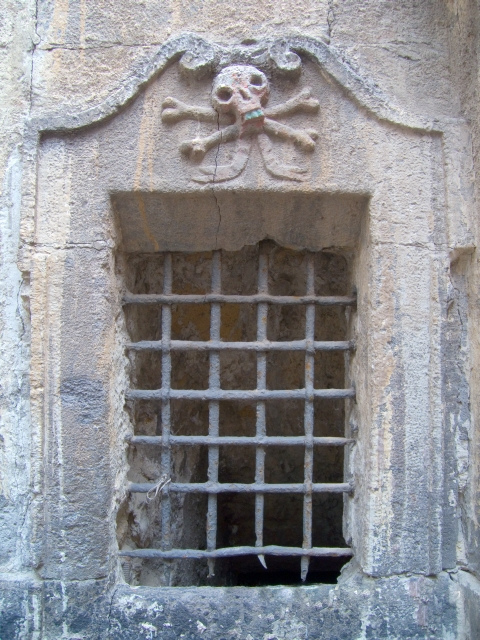
Prise d'air des hypogées de la crypte
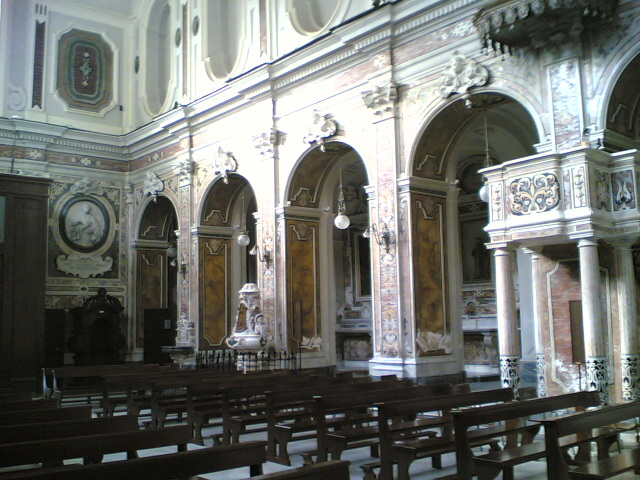
Intérieur, côté Évangile
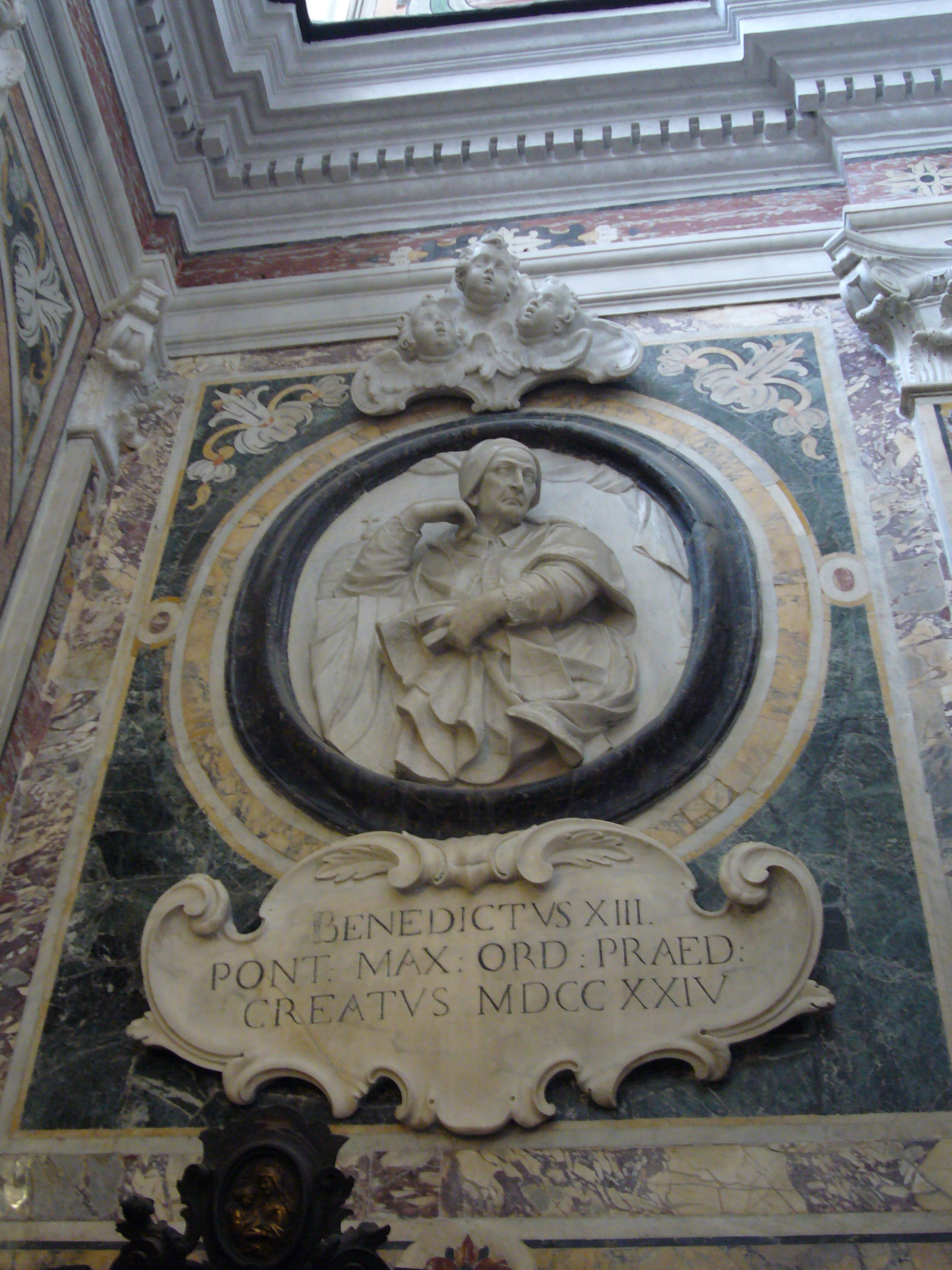
Bas-relief de Benoît XIII

## Notes et références

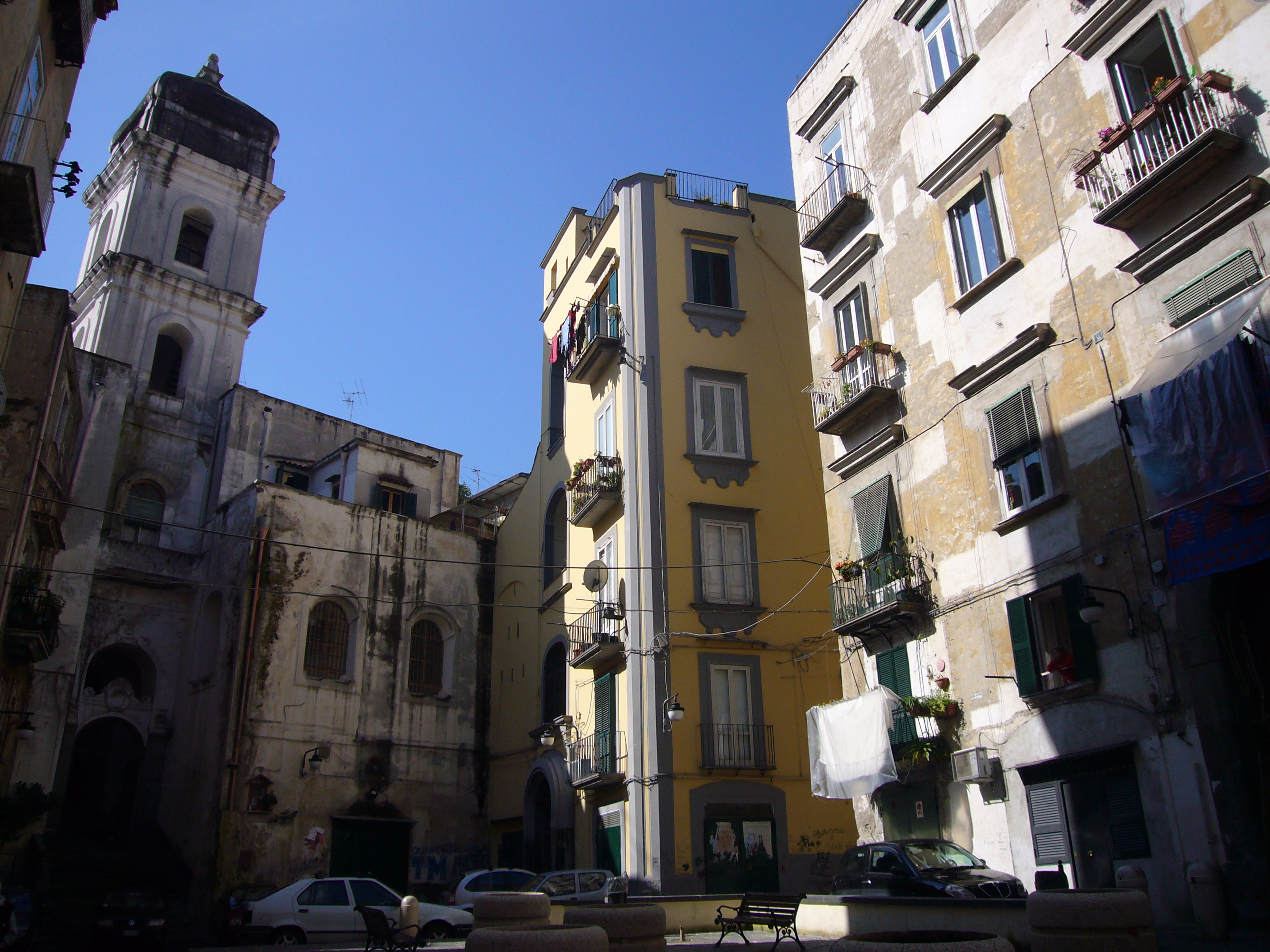
Entrée secondaire sur la piazzetta Rosario di Palazzo avec le campanile.

## Source de la traduction
- (it) Cet article est partiellement ou en totalité issu de l’article de Wikipédia en italien intitulé « Chiesa di Sant'Anna di Palazzo » (voir la liste des auteurs).